# Spathius carina
Spathius carina är en stekelart som beskrevs av Shi och Chen 2004. Spathius carina ingår i släktet Spathius och familjen bracksteklar. Inga underarter finns listade i Catalogue of Life.